# Incurvaria luzella
Incurvaria luzella is een vlinder uit de familie van de witvlekmotten (Incurvariidae). De wetenschappelijke naam van de soort is voor het eerst geldig gepubliceerd in 1817 door Hübner.